# Hiriyanfushi (Dhaalu)
Pour les articles homonymes, voir Hiriyanfushi.
Hiriyanfushi est une petite île inhabitée des Maldives. 

## Géographie
Hiriyanfushi est située dans le centre des Maldives, au Sud-Est de l'atoll Nilandhe Sud, dans la subdivision de Dhaalu. 